# Тавлино
Та́влино (тат. Тауиле) — село в Зеленодольском районе Республики Татарстан. Входит в состав Кугеевского сельского поселения.

## География
Расположено на реке Тавлинке, левом притоке Ари.

## История
Основано не позднее 1641 года. В XVIII — первой половине XIX века жители относились к сословию  государственных крестьян.
Согласно «Спискам населённых мест Российской империи» по состоянию на 1859 год в казённой деревне Тавлине: 47 дворов крестьян, население — 116 душ мужского пола и 125 женского, всего — 241 человек. Здание магометанской мечети.
В 1880 году здесь была построена мечеть.

## Население
| 1859 |
| ---- |
| 241  |

## Памятники археологии
- Тавлинское городище (XIII—XIV вв.)